# Distantina pectinipennis
Distantina pectinipennis är en insektsart som först beskrevs av Gutrin-mtneville 1834.  Distantina pectinipennis ingår i släktet Distantina och familjen Caliscelidae. Inga underarter finns listade i Catalogue of Life.